# هكا
هـَـكا (بالفنلندية: Haka) نادي كرة القدم فنلندي، ومقره في بلدة فالكياكوسكي الصناعية. أحد أنجح الأندية في فنلندا، بتسع بطولات فنلندية و 12 كأساً.